# Millî Küme 1941
Die Millî Küme 1941 war die fünfte ausgetragene Saison der Millî Küme. Meister wurde zum ersten Mal Beşiktaş Istanbul. Die Anzahl der teilnehmenden Mannschaften wurde von acht auf zehn erhöht.

## Teilnehmende Mannschaften
- Beşiktaş Istanbul – Aus der  İstanbul Futbol Ligi als 1. Platz
- Fenerbahçe Istanbul – Aus der İstanbul Futbol Ligi als 2. Platz
- Galatasaray Istanbul – Aus der İstanbul Futbol Ligi als 3. Platz
- İstanbulspor – Aus der İstanbul Futbol Ligi als 4. Platz
- Gençlerbirliği Ankara – Aus der Ankara Futbol Ligi als 1. Platz
- Harp Okulu Ankara – Aus der Ankara Futbol Ligi als 2. Platz
- Maskespor – Aus der Ankara Futbol Ligi als 3. Platz
- Altay Izmir – Aus der İzmir Futbol Ligi als 1. Platz
- Altınordu Izmir – Aus der İzmir Futbol Ligi als 2. Platz
- Eskişehir Demirspor – Sieger der Türkiye Futbol Şampiyonası 1940

## Statistiken

### Abschlusstabelle
Punktesystem
Sieg: 3 Punkte, Unentschieden: 2 Punkte, Niederlage: 1 Punkt
| Pl. | Verein                | Sp. | S  | U | N  | Tore    | Diff. | Punkte |
| --- | --------------------- | --- | -- | - | -- | ------- | ----- | ------ |
| 1.  | Beşiktaş Istanbul     | 22  | 18 | 4 | 0  | 051:210 | +30   | 62     |
| 2.  | Galatasaray Istanbul  | 18  | 12 | 4 | 2  | 045:200 | +25   | 46     |
| 3.  | Fenerbahçe Istanbul   | 18  | 13 | 2 | 3  | 051:240 | +27   | 46     |
| 4.  | Harp Okulu Ankara     | 18  | 6  | 4 | 8  | 033:340 | −1    | 34     |
| 5.  | Altay Izmir           | 18  | 7  | 1 | 10 | 028:370 | −9    | 33     |
| 6.  | İstanbulspor          | 18  | 5  | 3 | 10 | 034:500 | −16   | 31     |
| 7.  | Altınordu Izmir       | 18  | 5  | 3 | 10 | 032:560 | −24   | 31     |
| 8.  | Eskişehir Demirspor   | 18  | 4  | 4 | 10 | 029:390 | −10   | 30     |
| 9.  | Maskespor             | 18  | 2  | 8 | 8  | 032:440 | −12   | 30     |
| 10. | Gençlerbirliği Ankara | 18  | 5  | 1 | 12 | 026:360 | −10   | 29     |

### Torschützenliste
Bei gleicher Anzahl von Treffern sind die Spieler alphabetisch nach Nachnamen bzw. Künstlernamen sortiert.
| Rang | Name             | Mannschaft           | Tore |
| ---- | ---------------- | -------------------- | ---- |
| 1.   | Hakkı Yeten      | Beşiktaş Istanbul    | 18   |
| 2.   | Şeref Görkey     | Beşiktaş Istanbul    | 15   |
| 3.   | Selahattin Almay | Galatasaray Istanbul | 13   |
| 4.   | Eşfak Aykaç      | Galatasaray Istanbul | 11   |
| 5.   | Niyazi Öztunç    | Fenerbahçe Istanbul  | 10   |
| 5.   | Fikret Kırcan    | Fenerbahçe Istanbul  | 10   |
| 5.   | Naci Bastoncu    | Fenerbahçe Istanbul  | 10   |

### Kreuztabelle
| 1941                  | Beşiktaş Istanbul | Galatasaray Istanbul | Fenerbahçe Istanbul | HAR | Altay Izmir | İstanbulspor | Altınordu Izmir | Eskişehir Demirspor | MAS | Gençlerbirliği Ankara |
| --------------------- | ----------------- | -------------------- | ------------------- | --- | ----------- | ------------ | --------------- | ------------------- | --- | --------------------- |
| Beşiktaş Istanbul     |                   | 1:1                  | 1:1                 | 2:0 | 3:1         | 5:1          | 4:0             | 3:1                 | 6:0 | 3:2                   |
| Galatasaray Istanbul  | 2:3               |                      | 2:1                 | 1:1 | 3:0         | 3:2          | 6:0             | 3:1                 | 1:0 | 1:0                   |
| Fenerbahçe Istanbul   | 1:3               | 1:0                  |                     | 4:1 | 4:2         | 5:0          | 5:2             | 3:1                 | 3:0 | 4:2                   |
| Harp Okulu Ankara     | 1:2               | 2:5                  | 1:4                 |     | 2:3         | 4:0          | 6:2             | 0:0                 | 2:1 | 3:2                   |
| Altay Izmir           | 1:2               | 1:3                  | 1:2                 | 1:0 |             | 5:0          | 1:0             | 4:1                 | 1:0 | 2:0                   |
| İstanbulspor          | 1:1               | 1:3                  | 2:3                 | 1:3 | 1:1         |              | 1:2             | 1:0                 | 4:2 | 5:2                   |
| Altınordu Izmir       | 3:5               | 1:5                  | 2:1                 | 0:2 | 2:1         | 4:3          |                 | 2:2                 | 4:4 | 1:0                   |
| Eskişehir Demirspor   | 0:1               | 1:2                  | 0:4                 | 2:2 | 7:1         | 2:5          | 5:3             |                     | 1:0 | 1:0                   |
| Maskespor             | 3:3               | 4:4                  | 3:3                 | 1:1 | 4:1         | 3:3          | 3:3             | 2:2                 |     | 2:1                   |
| Gençlerbirliği Ankara | 2:3               | 0:0                  | 1:2                 | 3:2 | 3:1         | 2:3          | 2:1             | 3:2                 | 1:0 |                       |

## Die Meistermannschaft von Beşiktaş Istanbul
| 1.                | Beşiktaş Istanbul |
| Beşiktaş Istanbul | - Tor: Mehmet Ali Tanman; Faruk Hızal - Abwehr: Yavuz Üreten; Feyzi Uman; Hüsnü Savman; Enver Demir; Orhan Çavuldur; Yani Sasapulos - Mittelfeld: Rıfat Atakanı; Halil Köksalan; İbrahim Tusder; Memduh Ün; Ahmet Salih Yazıcı; Mustafa Gençsoy; Fuat Kırışan - Angriff: Şeref Görkey; Şükrü Gülesin; Şakir Uluatlı; Sabri Gençsoy; Hüseyin Saygun; Eşref Bilgiç; Tarık Bilgin; Hayati Ozgan - Trainer: Refik Osman Top |